# Hannoveri Lujza dán királyné
Hannoveri Lujza (dánul: Louise af Storbritannien; London, 1724. december 18. – Koppenhága, 1751. december 19.), V. Frigyes dán király első feleségeként Dánia és Norvégia királynéja 1746 augusztusától 1751 decemberében bekövetkezett haláláig. Ő volt II. György brit király és Ansbachi Karolina királyné legfiatalabb felnőttkort megért leánya.
1743 decemberében házasodott hivatalosan is össze VI. Keresztély dán király fiával, Frigyes koronaherceggel. Annak ellenére, hogy frigyük politikai okokból köttetett (György király miniszterei dán támogatást kértek Poroszországgal szemben), kapcsolatuk boldognak bizonyult. Tíz éves házasságuk alatt Lujza öt gyermeket szült, köztük a későbbi VII. Keresztély királyt, valamint III. Gusztáv svéd király feleségét, Zsófia Magdolna királynét is. Annak ellenére, hogy népszerűnek bizonyult új hazájában, Lujza nem gyakorolt jelentős befolyást férje döntéshozatalára.
Még 1742-ben róla nevezték el a Virginia állambéli Louisa megyét.

## Gyermekei
Lujza királynénak és V. Frigyes királynak összesen öt gyermeke született, akik közül négyen érték meg a felnőttkort.
|    | Gyermeke                         | Született        | Elhunyt             | Megjegyzés |
| -- | -------------------------------- | ---------------- | ------------------- | --- |
| 1. | Keresztély koronaherceg          | 1745. július 7.  | 1747. június 3.     | Kisgyermekként, egyéves korában hunyt el. |
| 2. | Zsófia Magdolna királyi hercegnő | 1746. július 3.  | 1813. augusztus 21. | 1751 tavaszán, ötesztendős korában jegyezték el a svéd koronaherceggel, Gusztávval, majd 1771-től lett Svédország királynéja. Egyedüli felnőttkort megért fia a későbbi IV. Gusztáv Adolf király volt. |
| 3. | Vilma Karolina királyi hercegnő  | 1747. július 10. | 1820. január 19.    | 1763-ban kötött házasságot a későbbi I. Vilmos hesseni választófejedelemmel. Négy gyermekük született.                                                                                                 |
| 4. | VII. Keresztély dán király       | 1749. január 29. | 1808. március 13.   | 1766-tól Dánia és Norvégia királya lett. Felesége Karolina Matilda lett, aki Lujza királyné unokahúga volt. Két gyermeke született.                                                                    |
| 5. | Lujza királyi hercegnő           | 1750. január 20. | 1831. január 12.    | Szintén unokatestvérével, Károly hessen-kasseli herceggel kötött házasságot, akitől hat gyermeke született.                                                                                            |